# ناهونته-اوتو
ناهونته-اوتو (Nahhunte-utu) شهبانوی عیلامی و همسر دو تن از بزرگترین پادشاهان عیلامی خاندان شوتروکی بود.
او یک پسر از همسر اول خود شاه عیلام (کوتیر-ناهونته) به نام هوته لوش-اینشوشیناک داشت که وی بدلیل آنکه بزرگترین فرزند ملکه بود، جانشین ناپدری خود شاه شیلهاک اینشوشیناک شد. ملکه ناهونته-اوتو هشت فرزند نیز از همسر دوم شاه شیلهاک-اینشوشیناک داشت که در کتیبه ای از شاه، نام آنها به ترتیب سنی ثبت شده است. این هشت فرزند عبارت اند از:
اینشیکاراب-دوری (دختر)
اوروتوک-الهالاهو (دختر)
شیلهینا-همرو-لاگامار (پسر)
کوتیر ناپیریشا (پسر)
اوتو-ا هی هی - پینیکیر (دختر)
تمپت -تور کاتاش (پسر)
لیلا - ایرتاش (پسر)
پار- اولی (دختر)